# André Voros
André Voros ist ein französischer theoretischer Physiker und Mathematiker.
Voros, der Sohn eines ursprünglich aus Ungarn stammenden Bildhauers (Béla Voros, 1899–1983), wurde 1977 an der Universität Paris-Süd in Orsay bei Claude Itzykson promoviert (Développements semi-classiques).  Er ist Professor am Service de Physique Theoretique des Kernforschungszentrums in Saclay. Außerdem ist er am Institut de Mathématiques de Jussieu der Universität Paris VII (2011).
Voros befasste sich unter anderem mit dem quartischen Oszillator (das heißt mit Potential 4. Ordnung), semiklassischen Entwicklungen, Quantenchaos und verallgemeinerten Zetafunktionen (spektrale Zetafunktionen, Zetafunktionen die als Dirichletreihen über den Nullstellen der Riemannschen Zetafunktionen konstruiert wurden).
Zu seinen Doktoranden gehört Stéphane Nonnenmacher.

## Schriften
- Zeta functions over zeroes of zeta functions, Springer Verlag 2010
- Zeta functions for the Riemann zeroes, Ann. Inst. Fourier, Band 53, 2003, S. 665, arxiv
- More zeta functions for the Riemann zeroes, in Pierre Cartier u. a. Frontiers in Number theory, Physics and Geometry, Band 1, Springer Verlag, 2006
- mit Nandor Balazs Chaos on the pseudosphere, Physics Report, Band 143, 1986, S. 109
- mit Michael Berry, Balázs, Tabor Quantum maps, Annals of Physics, Band 122, 1979, S. 26–63
- Herausgeber mit M.-J. Giannoni, Jean Zinn-Justin Chaos and quantum physics, Les Houches Lectures (Nr. 52, 1989), North Holland 1991
- The return of the quartic oscillator. The complex WKB method, Annales Inst. Henri Poincaré, Reihe Phys. Théor., Band 39, 1983, S. 211–338, numdam
- The Zeta function of the quartic oscillator, Nuclear Physics B, Band 165, 1980, S. 209
- Spectral zeta functions, in N. Kurokawa, Toshikazu Sunada (Herausgeber) Zeta functions in geometry, (Proceedings, Tokyo 1990), Band 21, 1992, S. 327–358
- Exact quantization condition for anharmonic oscillators (in one dimension),  J. Phys. A, Band 27, 1994, S. 4653–4661
- Semi-classical approximations, Annales de l'institut Henri Poincaré, Reihe A, Physique théorique, Band 24, 1976, S. 31–90, numdam
- Asymptotic {\displaystyle \hbar }-expansions of stationary quantum states, Annales de l'institut Henri Poincaré, A, Band 26, 1977, S. 343–403, numdam
- mit Roger Balian, Giorgio Parisi Discrepancies from asymptotic series and their relations to complex classical trajectories, Physical Review Letters, Band 41, 1978, S. 1141–1145
- mit Balian, Parisi Quartic Oscillator, in Feyman Path Integrals (Proceedings, Marseille, 1978), Springer Lecture Notes in Physics, Band 106, 1979
- Problème spectral de Sturm-Liouville : le cas de l'oscillateur quartique,  Séminaire Bourbaki, Nr. 602, 1982/83, numdam
- mit Pierre Cartier Une nouvelle interpretation de la formule des traces de Selberg, in Grothendieck Festschrift, Band 2, Birkhäuser 1990, S. 1–67